# Fundación Juana de Vega
La Fundación Juana de Vega es una organización sin ánimo de lucro constituida en 1872 por deseo testamentario de la escritora Juana María de la Vega Martínez y Losada, viuda del militar y político Francisco Espoz y Mina (fallecido en 1836) y condesa de Espoz y Mina, que donó todos sus bienes a ese fin. Su objetivo era la creación de una escuela agraria, teórica y práctica.
Al no tener ayuda de otras instituciones públicas la Fundación en 1970 cambió sus objetivos fundacionales. En 1992 llegó a acuerdos con la Universidad de La Coruña para poner en práctica proyectos agrarios y de investigación.

## Premios
- Premio de Arquitectura Juana de Vega. Creado en 2004, cuenta con una dotación de 6.000 euros.[1]

- Premio Juana de Vega de Intervenciones en el Paisaje.[2]

- Premio Juana de Vega para Investigadores Jóvenes. Creado en 2008, tiene una dotación de 6.000 euros.

## Patronato
Presidente: Enrique Sáez Ponte (2003-)
Vicepresidente: Vicente Arias Mosquera
Secretario: Ricardo García Seijo
Vocales: Ramón Villares Paz, Mª Teresa Miras Portugal, Roberto Tojeiro Rodríguez, Mª María Dolores Fernández Vázquez, José Luis Macía Sarmiento, Teresa Táboas Veleiro.